# Матіяш Роман Ярославович
Роман Ярославович Матіяш (23 квітня 1975, Хмельницький — 8 липня 2017, Івано-Франківськ) — український співак, бодибілдер, спортивний тренер, учасник гурту «Турбо-Техно-Саунд» та «Фантом-2».

## Біографія
Після школи вступив в Івано-Франківське Базове медичне училище, яке закінчив в 1994 році і того ж року поступив в Івано-Франківську державну медичну академію, пройшов інтернатуру в дитячій хірургії у Львові, після чого закинув медицину. Надалі основним заняттям Романа став спорт. Одночасно як інструменталіст він брав участь в гурті «Турбо-техно-саунд». Згодом, посварившись із лідером, полишив гурт і створив власний — «Фантом-2» — з Ольгою Гречко.

## Творчість
У 1992 році, у складі гурту «Турбо Техно Саунд», взяв участь у найпершому телевізійному хіт-параді Прикарпаття. Зйомку було здійснено для авторської передачі Мирослава Бойчука «МІД-Хіт» у приміщенні найпопулярнішої в той час франківської дискотеки заводу «Позитрон». Згодом цей кліп було використано і у всеукраїнському хіт-параді «Територія А». [Архівовано 29 січня 2021 у Wayback Machine.]
У жовтні 1996 року гурт «Фантом-2» випустив свій перший альбом «Зоряні війни», який продався тиражем більше 1 млн аудіокасет. У 1997 році вийшов другий альбом — «Без контролю». Кліп на пісню «Двоє» неодноразово перемагав у хіт-параді «Територія А» та інших. У середині 90-тих вони збирали стадіони, давали по 30 концертів на місяць та виступали на одній сцені з DJ BoBo та групою Bad Boys Blue. Однак гурт проіснував тільки два роки. Після цього понад десять років Роман пропрацював тренером в спортклубі, не займаючись творчістю, хоча мріяв все життя заспівати написані, але не оприлюднені пісні.

## Аварія та смерть
У квітні 2012 року Роман потрапив у ДТП — його збив автомобіль. У лікарні відмовили обидві нирки і тривалий час Роман провів на апараті «штучної нирки», поки йшов збір коштів на операцію. Згодом відбулась пересадка, але в 2017 році організм не витримав. Його близький друг, богатир Василь Вірастюк написав у своєму Facebook:
08.07.2017 р. — близько 8-ї ранку, перестало битися Серце нашого без сумніву Великого Друга…РОМАНА МАТІЯША (Панк)…З глибоким сумом приносимо свої співчуття родині Романа! Прощання та похорони відбудуться в рідному місті Романа, Івано-Франківську.